# 1736
| 1736               |
| ------------------ |
| Dødsfald - Fødsler |
| • Begivenheder     |

| Gregoriansk kalender | 1736 MDCCXXXVI          |
| Ab urbe condita      | 2489                    |
| Armensk kalender     | 1185 ԹՎ ՌՃՁԵ            |
| Kinesiske kalender   | 4432 – 4433 乙卯 – 丙辰 |
| Etiopisk kalender    | 1728 – 1729             |
| Jødisk kalender      | 5496 – 5497             |
| Hindukalendere       |                         |
| - Vikram Samvat      | 1791 – 1792             |
| - Shaka Samvat       | 1658 – 1659             |
| - Kali Yuga          | 4837 – 4838             |
| Iransk kalender      | 1114 – 1115             |
| Islamisk kalender    | 1149 – 1150             |

Konge i Danmark: Christian 6. 1730-1746
Se også 1736 (tal)

## Begivenheder
- Christiansborg opføres.
- Eremitagen opføres.
- Forordning om at dommere skal gennemgå en juridisk eksamination.
- Roulunds Fabrikker grundlægges.
- 13. januar – Konfirmationen bliver indført.
- 21. april Husmand Erich Lassen finder det korte guldhorn
- 29. oktober - Den første "Kurantbank" i Danmark åbner på Charlottenborg i København

## Født
- 19. januar - James Watt, der udviklede dampmaskinen. (død 1819).
- 24. juni – Johann Clemens Tode, dansk-tysk læge og forfatter (død 1806).

## Dødsfald
- 16. september - Gabriel Daniel Fahrenheit, tysk fysiker, der udviklede Fahrenheit-skalaen (født 1686).